# Suicídio forçado

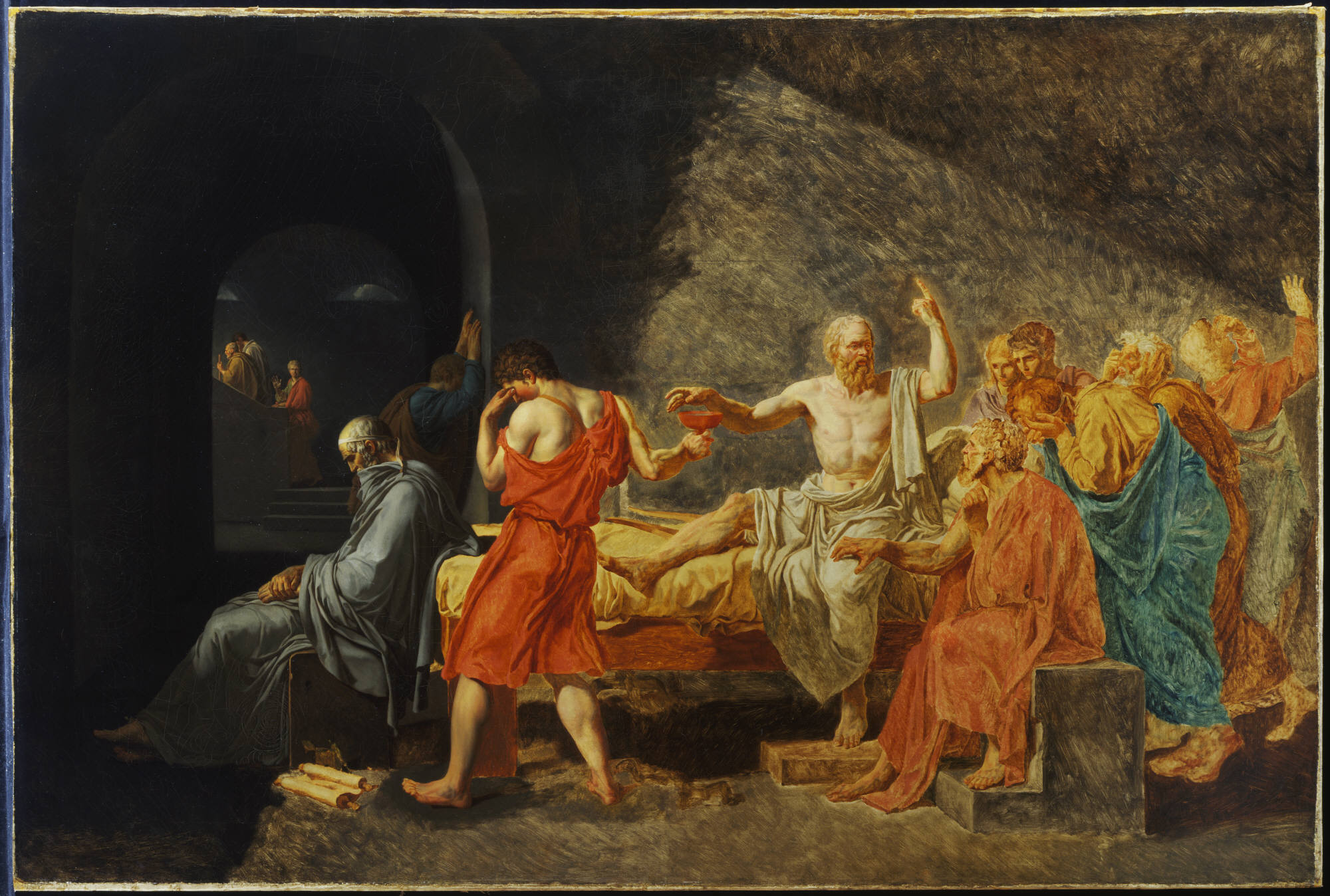
A Morte de Sócrates (1787), quadro de Jacques-Louis David, retrata o suicídio forçado do filósofo grego.

Suicídio forçado é uma forma de execução que envolve a prática do suicídio pela vítima, como alternativa a algo percebido como sendo muito pior, como torturas ou punições dos mais variados graus a familiares e amigos.

## Grécia e Roma antigas
O suicídio forçado era uma forma comum de execução na Grécia e na Roma antiga. Como forma de respeito, era geralmente reservada aos membros da aristocracia sentenciados à morte: as vítimas podiam escolher entre beber cicuta ou cair sobre suas espadas. As dificuldades econômicas motivaram parte desses suicídios no Império Romano: uma pessoa condenada à morte teria sua propriedade passada ao governo, mas se viesse a se suicidar antes da prisão, a propriedade passaria aos herdeiro. O suicídio forçado mais conhecido foi o do filósofo Sócrates, que bebeu cicuta após o julgamento que o condenou pela corrupção da juventude de Atenas. O filósofo estoico Sêneca também se matou em reação à ordem de um ex-aluno, o imperador romano Nero, ele próprio mais tarde forçado a cometer suicídio. Outros casos conhecidos da Antiguidade foram os de Bruto, Marco Antônio, de Otão e o do general romano Córbulo.

## Ásia
A prática muito antiga do sati, na qual uma mulher recentemente enviuvada imola-se na pira funerária do marido, não é geralmente considerada um tipo de crime de honra. Entretanto, a extensão pela qual o sati representa um ato puramente voluntário ou no qual existe coerção é algo fortemente debatido. Em casos acontecidos no final do século XX e no início do século XXI tais como o de Roop Kanwar, suspeita-se que o suicídio foi forçado. Outros casos estiveram sob investigação, ainda que não se tenham encontrado evidências de suicídio forçado. O seppuku japonês (também conhecido como harakiri) também entra nessa categoria. A cultura samurai esperava que se seus membros se matassem a qualquer mostra de deslealdade, poupando o daimyō ou o shogun da desonra e da indignidade de ter que executar um seguidor.

## Europa Moderna
Outro caso conhecido é o suicídio forçado de Erwin Rommel, um marechal-de-campo do Exército Alemão durante a II Guerra Mundial. Após Rommel ter perdido a esperança na capacidade de a Alemanha nazista ganhar a guerra e ao se tornar suspeito de tomar parte no atentado de 20 de julho de 1944 - que tinha o objetivo de assassinar Adolf Hitler - Rommel foi forçado a cometer suicídio. Em função da popularidade de Rommel com o povo alemão, Hitler deu-lhe a opção de cometer suicídio com cianureto ou encarar a desonra pessoal e retaliações contra sua família e seus subordinados. Uma vez que o veredicto de culpa já fora dado, a opção de encarar um julgamento justo era fútil (a execução era uma certeza), o marechal optou por salvar sua família e sua honra tomando a cápsula de cianureto.
Durante a II Guerra Mundial houve vários suicídios forçados em várias organizações militares e paramilitares. Há evidências de que fracassos militares foram punidos dessa forma como alternativa à corte marcial, como na Guerra de Inverno e na Batalha de Stalingrado. Além de Erwin Rommel, vários militares alemães também suicidaram-se forçadamente. Uma exceção foi Friedrich Paulus, que foi promovido ao marechalato, na esperança de Hitler que se matasse em batalha ou fora dela com o insucesso de Stalingrado, mas que se rendeu ao Exército Vermelho e foi poupado, sobrevivendo à guerra.

## Como alternativa aos crimes de honra
Os suicídios forçados são tidos como alternativa a um crime de honra nos casos de mulheres que se considerem ter violado o código de honra conhecido como namus nas sociedades socialmente conservadoras e patriarcais do Oriente Médio. Em 2006, as Nações Unidas investigaram relatos de suicídios forçados de mulheres curdas na Turquia.